# Nezsider

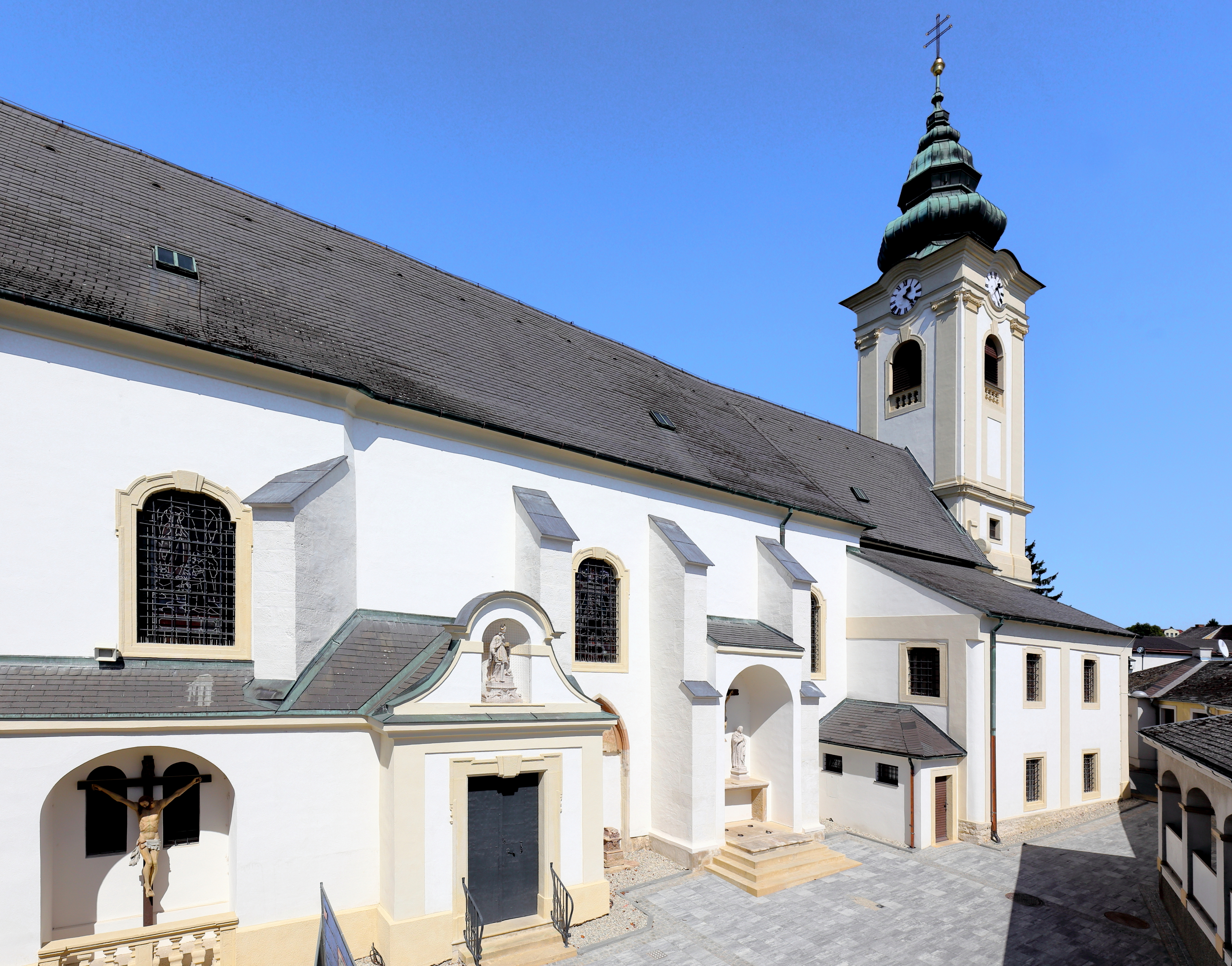
A nezsideri római katolikus plébániatemplom

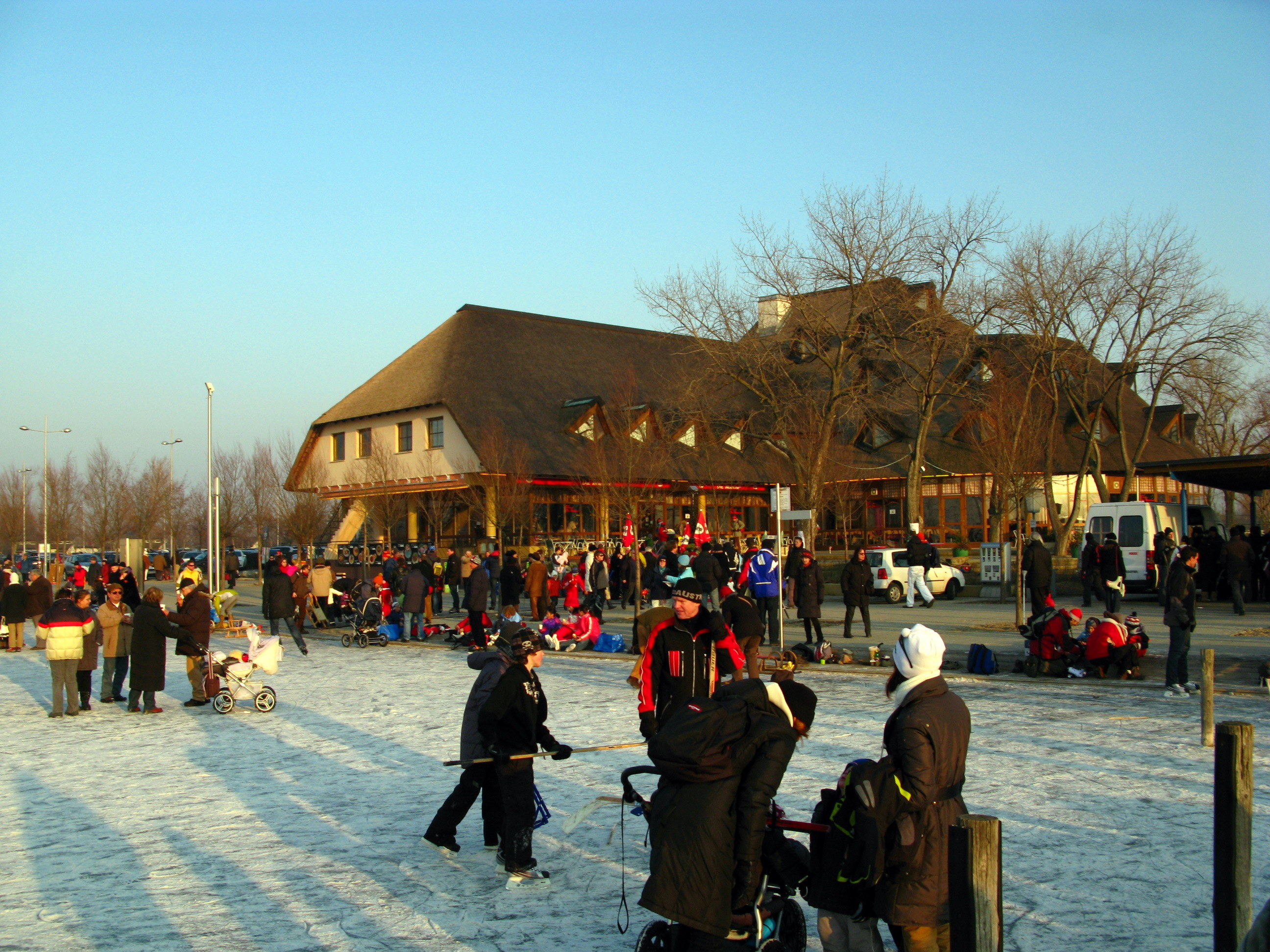
A befagyott Fertő Nezsidernél télen

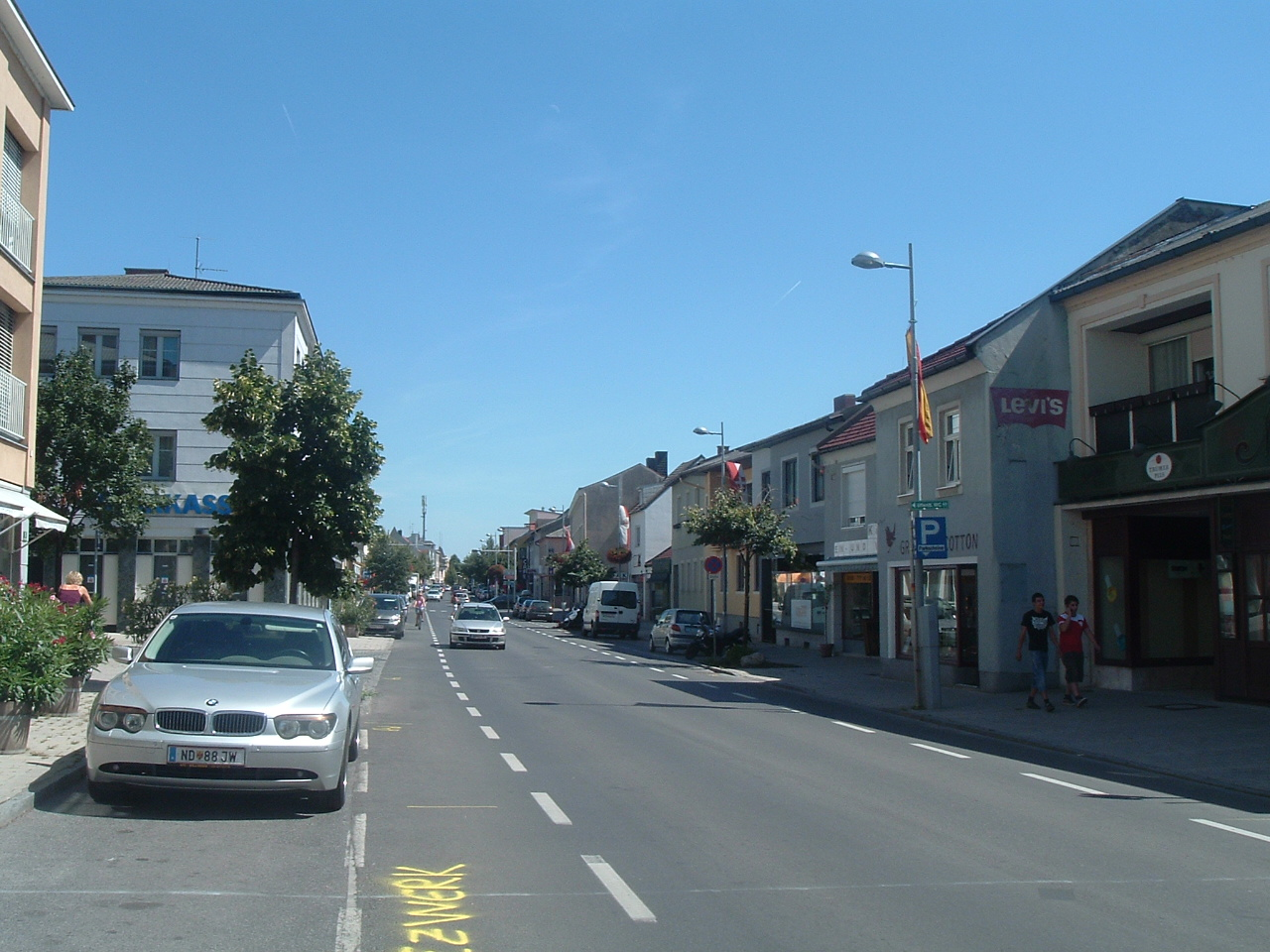
Nezsider - városközpont

Nezsider (németül Neusiedl am See, horvátul Niuzalj), 7000 lakosú kisváros Ausztriában, Burgenlandban, 1921-ig Moson vármegye része. A város mai magyar neve a német településnév torzulása. Úgy a magyar királyi közigazgatásban, mint ma Ausztriában a Nezsideri járás székhelye.

## Fekvése
A Fertő tó északi partján fekszik, tengerszint feletti magassága 133 méter. A város jó közlekedési kapcsolatokkal rendelkezik, mert a Bécs - Budapest vasútvonal pándorfalui állomását vasútvonal köti össze vele, és a két főváros közötti A4-es autópálya is érinti. A város közelében indul az A6-os autópálya Pozsonyba. A Bécs–Schwechati nemzetközi repülőtér 20 percre, a Pozsonyi repülőtér 30 percre található.

## Története
Eredetileg gyepűvidéki besenyő település, első említése 1209-ből Villa Sumbotheil (Szombathely) néven, ami piactartási jogára utal. A valószínűleg fejlett települést a tatárjárás söpörte el, ezt követően német telepesek népesítik be (1282-ben már újra él a falu, melyet ekkor már Neusiedel-nek, azaz Újtelep-nek hívnak), német lakosait egy 1313-as oklevél mint vendégeket (hospites) említi. Ekkor már állt a település régi temploma is. 1427-ben a szentgyörgyi és bazini grófok voltak az urai. 1440-ben várában éjszakázott a menekülő Erzsébet királyné a fiával Lászlóval, akinek az apja Habsburg Albert király volt. 1517-ben II. Ulászló királytól vásártartási jogot kapott. I. Ferdinánd borkiviteli joggal ruházta fel Nezsidert. A hódoltság idáig nem terjedt ki, de a község a végvári portyákat sűrűn megszenvedte, a Tábor-dombon működő őrállásból füstjelekkel figyelmeztettek a török veszélyre.
Birtokosai az 1500-as évek elején a Csanád nembeli Makó család, 1600-ban Nádasdy László, 1644-ben Lippay Gábor, 20 év múlva a Széchényi család. 1679-ben Szécsényi György győri püspök a budai jezsuita rendházra hagyományozta a zálogjogot. 1605-ben Bocskai hadai pusztították. 1645-ben a pestisjárvány 544 áldozatot követelt a városban. 1683-ban a törökök bécsi hadjáratuk során elpusztították, sok polgárház mellett a plébániatemplom is leégett. Pálos kolostora 1687 és 1786 között működött. 1708-ban a kurucok foglalták el, 200 katonát és polgárt gyilkoltak meg kegyetlenül. 1809-ben a városnak Napóleon seregét kellett elszállásolnia és ellátnia. Az 1920-as trianoni békeszerződéssel Ausztriához került. Neusiedl am See az osztrák közigazgatásban nem sokkal az elcsatolás után, 1926-ban városi rangot kapott.
Vályi András szerint " NIZSIDER. Neusiedl. Mező Város Moson Várm. földes Urai H. Eszterházy, M. Óvári Uradalom, és a’ Religiói Kintstár, lakosai katolikusok, fekszik Nyúlashoz 1/2, Pándorfhoz északnak 1, Vedényhez 1/2, Posonyhoz pedig 4 1/2 órányira a’ Fertő Partyán, hajdan a’ Magyar Királynéknak szállást is szolgáltatott, ’s Levéltárja nevezetes vala, míg a’ hadi viszontagság meg nem emésztette. A’ Sz. Pál Szerzetebéli Atyáknak 1680dik esztendő óta virágzott vala itten vólt Rezidentziájok, és hajdan erősségje is vólt. Vannak Országos, és héti vásárjai is, mellyekre a’ szomszéd Ausztriabéliek számosan meg jelennek, helyben Ispotállya van, hegyes, és követsek határja, többnyire szőlőkből áll, szántó földgye rozsot terem, mivel másra alkalmatlan, erdeje, és a’ Fertő partyán veteményes, és gyűmöltsös kertyei vagynak, legelőjök, ’s mezejek nem igen nagy, piatza helyben."
Fényes Elek szerint " Nezider Neusiedl am See, csinos német m. város, Moson vmegyében, épen a Fertő tava partján, 1951 kath., 6 ágostai, 1 ref., 1 óhitü lak. Van egy szép kath. paroch. temploma, hires heti-vására (szombaton), mellyen évenkint 200,000 mérő gabona vásároltatik fel a szomszéd austriaiaktól és soproniaktól; fiók harminczad hivatala, egy omladó kastélya, mellyben hajdan Mária II. Lajos özvegye gyakran mulatozott; egy 1689-ben alapittatott, de II. Józseftől eltöröltetett paulinusok kolostora; csekély kőbányája, szélmalma. 48 1/ másod rendü telke után bir a 102 telkesgazda 28 4/ hold első, 604 2/ második, 1177 7/ h. harmadik, 407 3/ hold negyedik rendbeli szántóföldet, 73 embervágó első, 794 4/ embervágó második, 102 embervágó harmadik osztálybeli rétet. Szőlőhegye kedves izü bort terem, s adó alatt van 411 első, 687 második, 683 harmadik rendü kapa szőlő. Ezenkivül 3 3/ első, 4/ második, 23 4/ harmadik osztálybeli kertben a kertészség erősen űzetik, s a nezideri spárga, zeller, s más zöldség jóságáról eléggé ismeretes. Fáizása van 394 személyre való. A Fertő pedig nádat, gyékényt, halat, vizimadarat bőven szolgáltat. F. u. Károly főherczeg örökösei, s egy kis részben b. Eszterházy. Ut. p. Moson."
Vasútállomása 17 millió eurós beruházással 2014-2015 között teljesen átépül.

## Nevezetességei
- A település táji környezetét jelentő Fertő tó 2001 óta a világörökség része.
- A római katolikus plébánia templomot Szent Miklósnak és Szent Gálnak szentelték. A gótikus  eredetű épület (1464) legjelentősebb látnivalója a 18. századból származó szószék, a „Halász-szószék”. A 17., majd a 18. században átépítették, barokk átépítője Wimpassinger György. A 18. századi oltárkép érdekessége, hogy Szűz Mária lábainál a korabeli Nezsider látható.
- Szt. János-, vagy Remetekápolna.  Barokk stílusban épült egy korábbi remetelak helyén a város délkeleti végében 1739-ben.
- Tábor. A főúttal párhuzamos Wagram-magaslaton áll a 12. századi királyi vár maradványa, egy lakótorony romja. Itt élt az utolsó Árpád-házi király özvegye is a 14. század elején. A kuruc háborúk idején a vár volt az Öreg Sánc, azaz a Fertőt a Dunával összekötő védelmi vonal déli hídfője, mely ellen is állt a kuruc ostromoknak.

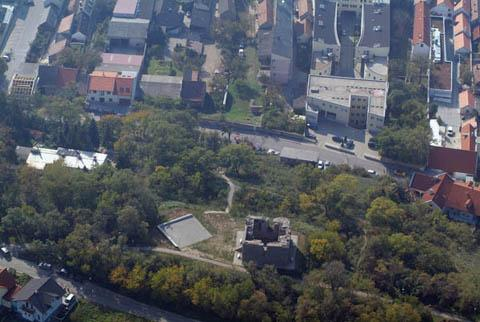
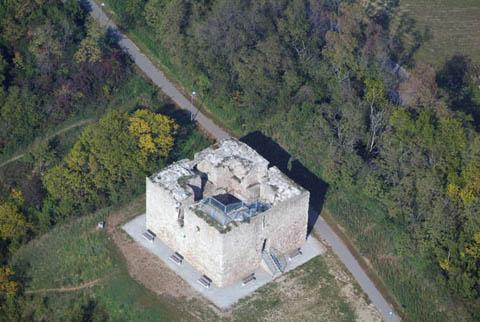
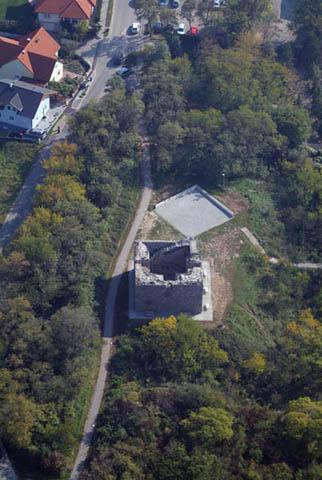

- Vámoszlop: a nyulas-pándorfalui útelágazásnál áll, német felirata szerint 1616-ban állították.
- Az evangélikus templomot csak 1987-ben szentelték fel.
- A városka nevét park viseli Budapest XIV. kerületében.

## Gazdaság
A falu tág környezete az osztrák-magyar  Fertő–Hanság Nemzeti Park része, ehhez mérten környezetkímélő mezőgazdasági termelés folyik. Élénk az idegenforgalom, mely a Bécsi tengernek is nevezett  Fertő tóra alapozódik. A város partja jachtkikötővel is rendelkezik. Jelentős a borászat, neves fehérborpincészetekkel.

## Közlekedés
Magyarországról a Fertővidéki Helyiérdekű Vasúttal közelíthető meg.

## Nevezetes lakói
- A királyi vár lakója volt 1308 és 1310 között III. András özvegye, Ágnes királyné.
- Ugyancsak a vár lakója volt 1390-ben Mária magyar királynő
- Itt született 1875-ben Csörgey Titusz magyar ornitológus, festőművész.

## Testvértelepülések
- Deggendorf, Németország (1987 óta)
- Bazin, Szlovákia (2000 óta)
- Mosonmagyaróvár, Magyarország (2000 óta)

## Külső hivatkozások
- Hivatalos oldal
- Magyar katolikus lexikon
- Nezsider várának rövid története